# National Collection of Yeast Cultures
Koordinaten: 52° 37′ 25,8″ N, 1° 13′ 28,3″ O
Die National Collection of Yeast Cultures (NCYC) ist eine 1951 eingerichtete Sammlung von Hefen (Hefebank), die nach dem Budapester Vertrag für über 4000 Hefekulturen angelegt wurde. Sie ist vergleichbar mit der Deutschen Sammlung von Mikroorganismen und Zellkulturen in Braunschweig nach dem gleichen Vertragswerk. Anders als dieses ist sie auf Hefen spezialisiert.
Die Sammlung befindet sich seit 1980 am Institute for Food Research in Norwich, England. Die NCYC wird teilweise durch die britische Regierung finanziert, bietet aber auch erwerbsmässig die Identifikation, die Lagerung und die Lieferung von Hefekulturen an, wodurch sie sich teilweise auch selbst finanziert. Neben der traditionellen Brau- und Backhefe enthält die Sammlung auch hunderte von nicht-pathogenen Hefearten. Die Hefen werden in Glasampullen unter flüssigem Stickstoff gefroren aufbewahrt. Die Sicherheit wird unter anderem dadurch gewährleistet, dass eine Rückstellprobe in einer zweiten Gefrieranlage auf einem anderen Gelände aufbewahrt wird. Hefen wurden auch zuvor schon gelagert und nach Jahrzehnten wiederbelebt.